# Infusion (medicin)
Denna artikel handlar om det medicinska begreppet infusion. För andra betydelser, se infusion.

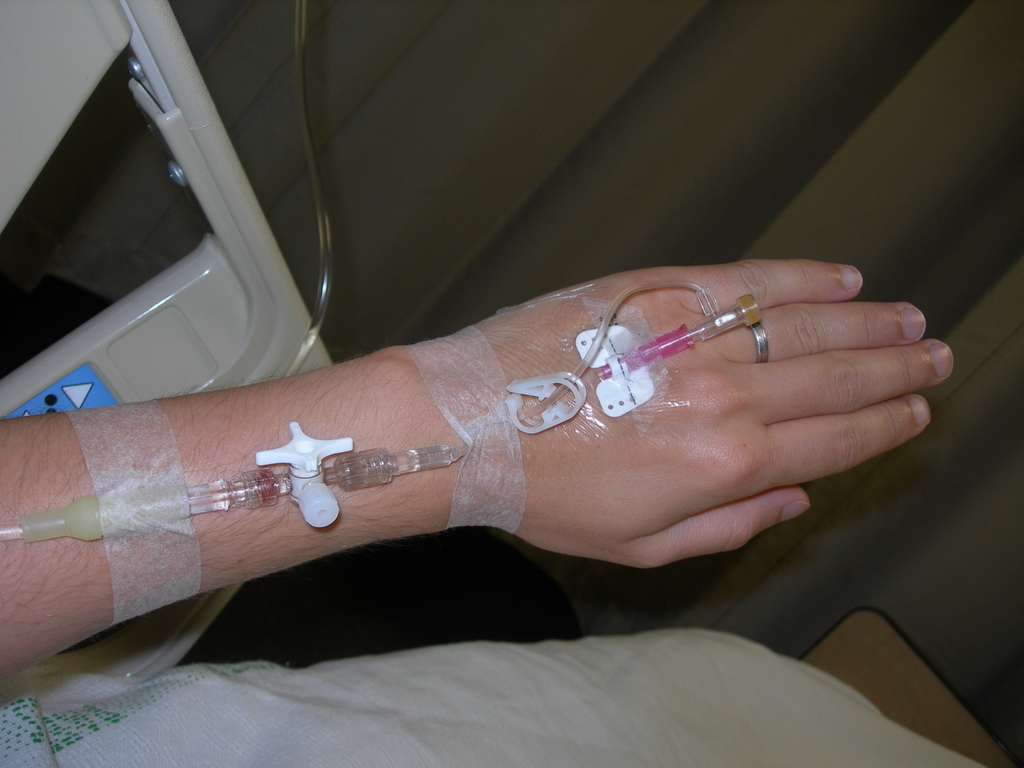
En patient behandlas med infusion.

Infusion, eller vardagligt kallat dropp, är inom medicinen ett sätt att kontinuerligt, under kortare eller längre tid, tillföra en patient vätska, läkemedel och/eller näring, via en droppslang och en kateter (populärt kallad infart) som är instucken under huden (subkutant) eller vanligare via en ven (intravenöst). Infusion är vanligt förekommande inom både akutvård och vanlig slutenvård. Inom långtidssjukvård ges intravenöst dropp främst då patienten har nedsatt förmåga att dricka och äta samt om patienten behöver läkemedel som endast kan ges intravenöst och tillförseln sker då oftast via så kallad PICC-line, SVP eller eventuellt CVK.
När man ger infusion behövs bland annat ett infusionssystem med droppslang och exempelvis en venkateter att sticka in under huden och in i en ven (intravenöst). Därtill behövs infusionsvätska.